# Tanja Žakelj
Tanja Žakelj (nascida em 15 de setembro de 1988) é uma ciclista eslovena, especialista em provas de mountain bike. Participou nos Jogos Olímpicos de Londres 2012, onde terminou em décimo competindo na prova de cross-country.